# 港沟河
39°41′59″N 116°51′27″E / 39.6997919°N 116.8575603°E
港沟河是北京地区的一条排污河流，龙凤河的上游。
位于通县，发源于凉水河右堤许各庄排污闸，分为上下段。流经田村拦河闸进入凤港减河前为港沟河上段；军屯村引出后，为港沟河下段。流入天津市武清县后，流经凤港引渠后改称龙凤河，在三间房村汇入凤河。
全长16.5公里，流域面积105平方公里。
1. ↑  . new.qq.com.   [2020-03-08].